# NGC 3842
NGC 3842 је елиптична галаксија у сазвежђу Лав која се налази на NGC листи објеката дубоког неба.
Деклинација објекта је + 19° 57' 0" а ректасцензија 11h 44m 2,0s. Привидна величина (магнитуда) објекта NGC 3842 износи 11,8 а фотографска магнитуда 12,8. Налази се на удаљености од 87,563 милиона парсека од Сунца. NGC 3842 је још познат и под ознакама UGC 6704, MCG 3-30-72, CGCG 97-95, PGC 36487.